# شهر البهاء
اولین ماه از ماه های سال ۳۶۱ روزهٔ آیین بیانی است که توسط سید علی محمد باب در کتاب چهارشآن به آن اشاره شده است .
- الأسماء کلشیئ - چهار شآن

همچنین  
اولین ماه از ماه‌های ۱۹گانه در گاه‌شماری بهائی است که مثل همه ماه‌های این گاه‌شماری دارای ۱۹ روز می‌باشد.

## رویدادها
یوم‌الله الاعظم - عید نوروز بیانی - عید فطر - مبداء تقویم بدیع بیانی
| عنوان                                                          | تقویم بدیع بیانی                                      | هجری قمری                     | هجری شمسی   | میلادی       | توضیحات                               |
| -------------------------------------------------------------- | ----------------------------------------------------- | ----------------------------- | ----------- | ------------ | ------------------------------------- |
| یوم‌الله الاعظم - عید نوروز بیانی - عید فطر - مبداء تاریخ بیانی | یوم العدال- روزاول ماه اول (بهاء) سال اول بیانی ۱/۱/۱ | چهارشنبه پنجم جمادی‌الاول ۱۲۶۶ | ۲۹اسفند۱۲۲۸ | ۲۰ مارس ۱۸۵۰ | قمری آن به تصریح کتاب پنج شأن است.(۱) |